# Anna Zozoulia
Anna Zozoulia est une joueuse d'échecs ukrainienne puis belge, née le 10 mars 1980 en Ukraine. Championne du monde des moins de 16 ans en 1996, elle a obtenu le titre de grand maître international féminin en 2001 et le titre (mixte) de maître international en 2004. Elle est affiliée à la fédération belge depuis 2007. Elle a remporté le championnat de Belgique d'échecs féminin en 2011.
Au 1er octobre 2017, Anna Zozoulia est la numéro un féminine belge et la 171e joueuse mondiale avec un classement Elo de 2 316 points.

## Compétitions par équipe
Elle a représenté la Belgique lors de l'olympiade féminine de 2012 et du championnat d'Europe par équipe féminine de 2013 (elle jouait à chaque fois au premier échiquier de l'équipe de Belgique).
Lors de la coupe d'Europe des clubs d'échecs (équipes féminines), elle a remporté cinq médailles de 1998 à 2002.